# La fille du régiment
La fille du régiment (tiếng Việt: Con gái trung đoàn) là vở opera 2 màn của nhà soạn nhạc người Ý Gaetano Donizetti. Những người viết lời cho tác phẩm gồm V. de Saint Georges và Bayard. Được trình diễn lần đầu tiên tại thủ đô Paris của Pháp vào năm 1840.